# The Lineup (serie televisiva)
The Lineup è una serie televisiva statunitense in 200 episodi trasmessi per la prima volta nel corso di 6 stagioni dal 1954 al 1960.
È una serie del genere poliziesco incentrata sulle vicende del tenente Ben Guthrie e del sergente Matt Grebb, due detective della polizia di San Francisco. Ha generato un film, Crimine silenzioso (The Lineup) del 1958 diretto da Don Siegel e con Eli Wallach nel ruolo da protagonista. Il termine "lineup" nel titolo si riferisce ai sospettati di un crimine, messi in linea uno di fianco all'altro, in attesa di un eventuale riconoscimento da parte della vittima o di un testimone.

## Personaggi e interpreti
- Detective Tenente Ben Guthrie (191 episodi, 1954-1960), interpretato da Warner Anderson.
- Ispettore Matt Grebb (185 episodi, 1954-1959), interpretato da Tom Tully.
- Ispettore Fred Asher (183 episodi, 1954-1959), interpretato da Marshall Reed.
- Ann Burton (8 episodi, 1957-1959), interpretato da Ruta Lee.
- Adele Thomas (6 episodi, 1955-1959), interpretata da Jil Jarmyn.
- Antonio Bardella (4 episodi, 1956-1958), interpretato da Jack Petruzzi.
- Alice Burnett (4 episodi, 1955-1958), interpretata da Jean Willes.
- Willie Martin (4 episodi, 1954-1958), interpretato da James Nusser.
- Dottore (4 episodi, 1954-1957), interpretato da Fred Sherman.
- Henry (3 episodi, 1955-1956), interpretato da Bill Pullen.
- Slowboat Murphy (3 episodi, 1955-1958), interpretato da Robert J. Wilke.
- Cannonball McGraw (3 episodi, 1955-1957), interpretato da Henry Slate.
- Helen Peters (3 episodi, 1958-1959), interpretata da Nan Leslie.
- Frank Donner (3 episodi, 1955-1958), interpretato da Harry Harvey.
- Samuel Bradford (3 episodi, 1956-1959), interpretato da Dan Barton.
- Madelon Gordon (3 episodi, 1957-1958), interpretata da Elaine Riley.
- Clarence Herbert (3 episodi, 1956-1958), interpretato da Billy Nelson.

## Produzione
La serie fu prodotta da Columbia Broadcasting System (in collaborazione con Desilu Production e Marjeff Production) e girata nei Desilu Studios a Culver City e a San Francisco in California. Le musiche furono composte da Jerry Goldsmith.

### Registi
Tra i registi sono accreditati:
- Hollingsworth Morse in 6 episodi (1954-1957)
- Harold D. Schuster in 5 episodi (1955-1958)
- Earl Bellamy in 3 episodi (1954)
- Thomas Carr in 2 episodi (1954-1955)
- James V. Kern in 2 episodi (1957-1959)
- William Asher

### Sceneggiatori
Tra gli sceneggiatori sono accreditati:
- E. Jack Neuman in 2 episodi (1954-1955)
- Sidney Marshall
- Joseph Petracca

## Distribuzione
La serie fu trasmessa negli Stati Uniti dal 1º ottobre 1954 al 20 gennaio 1960 sulla rete televisiva CBS. È stata distribuita anche in syndication con il titolo San Francisco Beat.

## Episodi
| Stagione         | Episodi | Prima TV USA |
| ---------------- | ------- | ------------ |
| Prima stagione   | 39      | 1954-1955    |
| Seconda stagione | 39      | 1955-1956    |
| Terza stagione   | 35      | 1956-1957    |
| Quarta stagione  | 35      | 1957-1958    |
| Quinta stagione  | 35      | 1958-1959    |
| Sesta stagione   | 17      | 1959-1960    |